# Армін Молер
Армін Молер (нім. Armin Mohler; 12 квітня 1920, Базель ― 4 липня 2003, Мюнхен) ― швейцарський і німецький публіцист, філософ, впливовий діяч руху нових правих в Німеччині.

## Життєпис
Народився в Базелі, Молер вивчав історію мистецтва, німецькі дослідження і філософію в Базельському університеті, де він підтримував комунізм.
У віці 20 років він був призваний до швейцарської армії, але читання творів Освальда Шпенглера, а також вторгнення Німеччини в Радянський Союз у червні 1941 року змусили його переїхати до нацистської Німеччини, яку він підтримував, у 1942 році. він спробував приєднатися до Ваффен-СС, але керівництво СС відмовилося прийняти його. Проте він залишився у Берліні ще рік, а потім повернувся до Швейцарії, де був ув'язнений через дезертирство.
Після Другої світової війни, він повернувся вчитися в Берліні і закінчив свою докторську дисертацію Die Konservative Revolution в Deutschland 1918—1932 (Консервативна революція в Німеччині, 1918—1932) , під керівництвом Карла Ясперса в 1949 році.
У тому ж році він працював секретарем свого кумира Ернста Юнгера але все частіше відчував, що Юнгер став занадто поміркованим для його смаку після закінчення війни.
Молер продовжував працювати кореспондентом у Парижі для Die Zeit, з 1953 по 1961 р. Після цього він жив у Мюнхені, очолюючи Фонд Карла Фрідріха фон Сіменса. В протягом короткого періоду він працював в якості спічрайтера для Франца Йозефа Штрауса, але його вплив на нього було досить незначним. У 1967 році він став першим, хто отримав премію Конрада Аденауера, що спровокувало сильні нападки ЗМІ на нього.
У 1970 році він став головним редактором консервативного щомісячного журналу Каспара фон Шренка-Нотцінга «Criticon» , найважливішої платформи Німеччини для консервативної думки.
Він активно пропагував французького філософа Алена де Бенуа у 1980-х роках. Молер помер у Мюнхені у 2003 році, у віці 83 років.

## Погляди та ідеї
Головною працею Молер є його «Консервативна революція в Німеччині, 1918—1932», в якій він дає опис і аналіз правої думки часів Веймарської республіки в якості противаги і альтернативи націонал-соціалізму. Серед найбільш важливих мислителів «консервативної революції» він виділяв Ернста Юнгера, Освальда Шпенглера, Карла Шмітта, Ернста Нікіша, Ганса Блюхера і Томаса Манна (до того, як той звернувся до лібералізму).
Молер був одним з перших німецьких публіцистів, які звернули увагу на ідеї французьких нових правих і зокрема Алена де Бенуа, другом якого і був сам Молер. Так само, як і Бенуа, Молер був одним з тих правих, які виступали проти соціалізму і лібералізму, причому основний акцент робили саме на антилібералізм.
Одним з улюблених предметів критики у Молер була тема так званого «подолання минулого», якій він присвятив кілька книг, де стверджував, що німецькому суспільству необхідно вийти «з тіні Гітлера». У зв'язку з цим Молер іноді називають попередником Ернста Нольте і інших публіцистів, які взяли участь в «суперечці істориків» (Historikerstreit).
Молер був спочатку прихильником Франца Йозефа Штрауса і його партії Християнсько-соціальний союз в Баварії, однак згодом також працював з Францем Шенхубером, засновником партії Республіканці. Також активно співпрацював з Аленом де Бенуа.
Ідею консервативної революції у викладі Молер деякі дослідники вважають схожою з ідеологією фашизму: зокрема, такої точки зору дотримується Роджер Гріффін. В одному зі своїх інтерв'ю Молер визнав, що він дійсно вважає себе фашистом, але тільки в дусі Хосе Антоніо Прімо де Рівери і разом з тим схильний вважати, що витоки фашизму знаходяться в ультралівому політичному спектрі.